# グローバル・ワン不動産投資法人
グローバル・ワン不動産投資法人（-ふどうさんとうしほうじん、略称: GOR）は、東京都千代田区に本部を置く投資法人。東証上場（J-REIT）。

## 概要
明治安田生命保険グループ、三菱UFJフィナンシャル・グループ、近鉄グループがスポンサーのオフィス特化型のJ-REITである。「近（駅近）・新（築浅）・大（大型）」のオフィスビルを投資対象としている。
資産運用会社は、スポンサー、森ビルグループ、三菱総合研究所、その他金融機関が株主のグローバル・アライアンス・リアルティであり、”特定のスポンサーグループに属さず、各グループの意向を一方的に反映することができない相互牽制の効く体制”となっている。

## 沿革
- 2003年4月4日 - 本投資法人設立
- 2003年9月25日 - 東証に上場

## ポートフォリオ
保有物件数は11物件、取得価格合計は1,912億円である（2020年9月30日時点）。
保有物件
- 大手町ファーストスクエア（区分所有権）
- 平河町森タワー（区分所有権）
- 楽天クリムゾンハウス青山
- アークヒルズ 仙石山森タワー（区分所有権）
- アルカセントラル（区分所有権）
- 豊洲プライムスクエア（準共有持分50%）
- 品川シーサイドウエストタワー（準共有持分50%）
- 横浜プラザビル
- 明治安田生命さいたま新都心ビル（共有持分50%）
- 明治安田生命大阪御堂筋ビル（共有持分50%）
- 淀屋橋フレックスタワー

売却済みの物件
- 近鉄大森ビル
- スフィアタワー天王洲
- 近鉄新名古屋ビル（現・桜通豊田ビル）
- 銀座ファーストビル